# Overwatch
Overwatch was een multiplayer first-person shooter ontwikkeld en uitgegeven door Blizzard Entertainment. Het spel kwam op 24 mei 2016 uit voor PlayStation 4, Windows en Xbox One, en op 15 oktober 2019 voor de Nintendo Switch.
Op 27 oktober 2015 ging de gesloten bèta van start in Noord-Amerika en Europa. Overwatch is de vierde game ontworpen door Blizzard, en is ontworpen na de annulering van het spel Titan. Een deel van het team dat Titan had ontworpen kwam met het concept van Overwatch; een aantal van de elementen uit Overwatch komen ook overeen met die van het geannuleerde spel.
Het spel werd op 7 november 2014 tijdens BlizzCon onthuld. Begin mei vond een open bèta plaats waar 9,7 miljoen mensen aan deelnamen.
Met de komst van het vervolg Overwatch 2 in oktober 2022 werden de servers van Overwatch gesloten waardoor het spel niet meer speelbaar werd.

## Gameplay
Overwatch wordt in de meeste  spelmodi gespeeld in twee teams van zes. De spelers spelen ieder als een van 32 "heroes" helden die elk hun eigen eigenschappen en voor- en nadelen hebben. Er kan tijdens een wedstrijd als de speler dood is, of in de spawn terug loopt van hero worden gewisseld. De verschillende bespeelbare maps zijn gebaseerd op echte locaties zoals Egypte, Londen en Japan. De spelers werken samen om bijvoorbeeld een bepaald punt te verdedigen, of over te nemen in een bepaalde tijd, of de "payload" en de kar naar het einde van de map brengen, of deze twee gecombineerd.
De verschillende groepen heroes hebben ieder hun eigen functie in het spel. Damage heroes zijn bijvoorbeeld geschikt om veel schade aan te richten. Tank heroes hebben de meeste levenspunten en zijn het meest effectief als ze hun team verdedigen. Sommigen  beschikken ook over een schild zoals Reinhardt en Orisa. Support heroes moeten hun team ondersteunen door ze levenspunten te geven als ze niet volledige levenspunten hebben. Om optimaal te presteren kiezen de meeste spelers een combinatie van de drie groepen heroes. In de game kunnen de spelers elkaar doden om te voorkomen dat het punt wordt overgenomen, of juist om het over te nemen, of om de payload te stoppen, of om hem verder te krijgen. In dat geval moeten de spelers een aantal seconden wachten tot ze weer terug in het spel komen. De spelers kunnen ook van hero veranderen als ze dood zijn gegaan.
Elke hero beschikt over een aantal vaardigheden die ze kunnen uitvoeren. Meestal zit er een korte tijd tussen voordat ze die vaardigheid weer kunnen gebruiken. Elke hero bouwt gedurende de game ook langzaam een speciale vaardigheid op; dit wordt de "ultimate" genoemd. Als de meter voor die vaardigheid vol is, kan de speler hem elk moment gebruiken. Als een speler een "ultimate" gebruikt is er een korte waarschuwing voor de tegenstanders in de vorm van een voiceline van de hero. Hierdoor krijgen de vijandige spelers een korte tijd om de speler uit te schakelen, of om dekking te zoeken.
In de spelmodus "competitive" worden de spelers in een competitie tegen elkaar gezet. Deze game mode wordt vaak serieuzer genomen door de spelers, omdat er een "skill rating" aan vast zit. Deze waardering bepaalt hoe goed een speler gepresteerd heeft. Als er in de spelmodus wordt verloren, wordt de skill rating lager en vice versa. De spelers kunnen na hun eerste tien games in competitive zien welk van de volgende niveaus zij hebben bereikt: Bronze, Silver, Gold, Platinum, Diamond, Master, of Grandmaster.

## Verhaal
Overwatch is gesitueerd in een nabije toekomstversie van de aarde, jaren na de beslechting van een wereldwijd conflict genaamd de "Omnic Crisis". Bij deze crisis werd de gehele mensheid bedreigd door "Omnic"-robots, zo genoemd door hun makers vanwege hun AI. Om dit te bestrijden werd een internationale troepenmacht geformeerd met de naam Overwatch die de mensheid diende te beschermen. Veel van de heroes uit de game maakten vroeger deel uit van Overwatch. De organisatie slaagde erin om de crisis af te wenden. Jarenlang nadien bleef Overwatch bestaan als een vredesmacht totdat, na beschuldigingen van corruptie en opruiing, het hoofdkwartier van Overwatch in Zwitserland plotseling werd aangevallen. Hierbij werd vermoed dat de leider van Overwatch, Jack Morrison, tevens een hero in Overwatch onder de naam Soldier: 76, was overleden. Een aantal video's over het verhaal van Overwatch na deze crisis zijn verschenen op YouTube, en er zijn ook comics uitgegeven waarin het verhaal verder wordt beschreven.

## Heroes
Overwatch kent oorspronkelijk 21 bespeelbare personages, heroes genaamd. Deze zijn onderverdeeld in drie verschillende klassen: damage, tank en support. Tot nu toe zijn er nog 11 heroes toegevoegd: Ana, Ashe, Sombra, Orisa, Doomfist, Moira, Brigitte, Wrecking Ball, Baptiste, Sigma en Echo. Daardoor zijn er 32 heroes. Vroeger vielen alle heroes in vier verschillende klassen: offense, defense, tank en support; sinds 5 juni 2018 zijn defense en offense samengevoegd tot een nieuwe klasse onder de naam damage.

## Ontvangst
Overwatch won eind 2016 de titel "Spel van het Jaar" tijdens The Game Awards.
| Geaggregeerde scores |                                      |
| Aggregeerder         | Score                                |
| GameRankings         | (pc) 91,16% (PS4) 90,68% (X1) 90,58% |
| Metacritic           | (pc) 91/100 (PS4) 90/100 (X1) 91/100 |